# آن لحظه (فیلم)
آن لحظه (به زبان مالایالم:Aa Nimisham) فیلمی محصول سال ۱۹۷۷ و به کارگردانی آی. وی. ساسیاست. در این فیلم بازیگرانی همچون مادو، شیلا، سری دوی، کاویور پوناما ایفای نقش کرده‌اند.